# Ziua Ierusalimului
Ziua Ierusalimului (ebraică יום ירושלים, Yom Yerushalayim) - 28 al lunii Iyar, este una din sărbătorile naționale din Israel , care comemorează reunificarea Ierusalimului și instaurarea controlului israelian asupra orașului vechi în urma războiului de șase zile din 1967. Ziua este marcată oficial de ceremonii de stat și de servicii memoriale.
Rabinatul șef al Israelului a declarat Ziua Ierusalimului ca sărbătoare religioasă minoră pentru a marca reluarea accesului la Zidul de Vest.

## Legături externe
- „Overview: Jerusalem Day”. Arhivat din original la 19 mai 2006. Accesat în 27 mai 2006.
- Education week 9–13.5 – 43rd Jerusalem Day
- Jerusalem Day on the official Knesset website
- Hebrew broadcast of the conquering of the Old City, from Voice of Israel Radio, 7 June 1967
- Overview: Yom Yerushalayim (Jerusalem Day) in My Jewish Learning website Arhivat în 19 mai 2006, la Wayback Machine.
- "Jerusalem in International Diplomacy" from the Jerusalem Center for Public Affairs Arhivat în 28 octombrie 2012, la Wayback Machine.